# 김지수 (1946년)
김지수(金芝秀, 1946년 ~ )는 대한민국의 배우이다. 숙명여자대학교 보건체육학과를 졸업했으며 무용을 전공했다. 대학 재학 시절인 1966년 제3회 동아무용콩쿨에 입선한 것을 계기로 1967년 일본에서 열린 제14회 아시아영화제에 무용단으로 참가했다가 신상옥 감독 눈에 띄어 영화계에 데뷔했다. 1973년 결혼하면서 은퇴했다.

## 수상
- 1970년 백상예술대상 영화부문 신인상

## 출연 작품
- 1968년 《저 언덕을 넘어서》
- 1969년 《팔 없는 검객》
- 1969년 《석양에 떠나가다》
- 1969년 《항구 8번가》
- 1969년 《사녀》
- 1969년 《눈물의 여인》 ... 연옥 역
- 1969년 《이조 여인 잔혹사》
- 1969년 《월부 남비서》
- 1969년 《여성상위시대》
- 1969년 《언제나 타인》
- 1969년 《의협방랑의 형제》
- 1969년 《밤나비》
- 1969년 《미녀온천》
- 1969년 《천년호》 ... 여화 역
- 1969년 《명동삼총사》
- 1969년 《소문난 아가씨들》
- 1969년 《비연맹녀》 ... 설희 역
- 1969년 《사랑은 눈물의 씨앗》
- 1970년 《동경의 밤하늘》
- 1970년 《소문난 남자》
- 1970년 《무작정 상경》
- 1970년 《밀사》
- 1970년 《이슬 맞은 백일홍》
- 1970년 《염통에 털난 사나이》
- 1970년 《그림자》
- 1970년 《엄마의 한》
- 1970년 《남 대 여》
- 1970년 《아빠엄마 오래사세요》
- 1970년 《돌아오지 않는 밤》
- 1971년 《독나비》
- 1971년 《옥중도》
- 1971년 《애교로 봐주세요》
- 1971년 《누나의 한》
- 1971년 《성웅 이순신》
- 1971년 《현상 붙은 4인의 악녀》
- 1971년 《공포의 황금 부두》
- 1971년 《불타는 복수》
- 1971년 《72K 다이아몬드를 찾아라》
- 1971년 《명동사나이 따로 있더냐》
- 1971년 《천마산의 결투》
- 1972년 《명동 잔혹사》
- 1972년 《흑매》
- 1972년 《장화홍련전》
- 1973년 《애인 교실》
- 1973년 《장안 명기 오백화》
- 1973년 《곰중령》
- 1973년 《하숙 인생》